# Kompania graniczna KOP „Dokszyce”

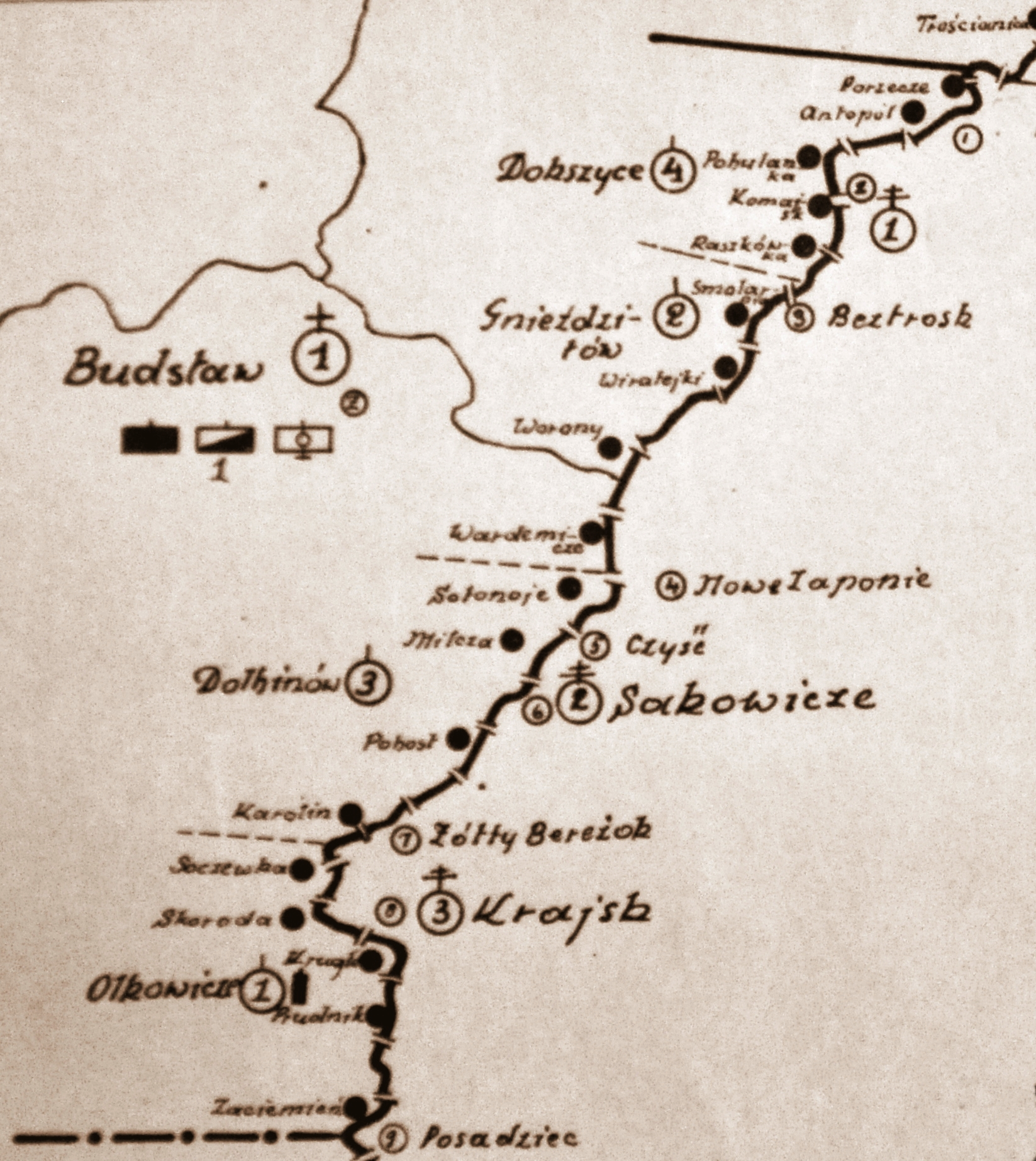
Rozmieszczenie batalionu KOP „Budsław” w 1931

Kompania graniczna KOP „Dokszyce” – pododdział graniczny Korpusu Ochrony Pogranicza pełniący służbę ochronną na granicy polsko-radzieckiej.

## Geneza
Do czasu zakończenia wojny polsko-bolszewickiej, czyli do jesieni 1920, wschodnią granicę państwa polskiego wyznaczała linia frontu. Dopiero zarządzeniem z 6 listopada 1920 utworzono Kordon Graniczny Ministerstwa Spraw Wojskowych. W połowie stycznia 1921 zmodyfikowano formę ochrony granicy i rozpoczęto organizowanie Kordonu Granicznego Naczelnego Dowództwa WP. Obsadzony on miał być przez żandarmerię polową i oddziały wojskowe. Latem 1921 ochronę granicy wschodniej postanowiło powierzyć Batalionom Celnym. W Dokszycach rozmieszczono dowództwo i pododdziały sztabowe 31 batalionu celnego. 
W drugiej połowie 1922 przeprowadzono kolejną reorganizację organów strzegących granicy wschodniej. 1 września 1922 bataliony celne przemianowano na bataliony Straży Granicznej. W rejonie odpowiedzialności przyszłej kompanii granicznej KOP „Dokszyce” służbę graniczną pełniły pododdziały 31 batalionu Straży Granicznej. 
Już w następnym zlikwidowano Straż Graniczną, a z dniem 1 lipca 1923 pełnienie służby granicznej na wschodnich rubieżach powierzono Policji Państwowej. 
W sierpniu 1924 podjęto uchwałę o powołaniu Korpusu Ochrony Pogranicza – formacji zorganizowanej na wzór wojskowy, a będącej w etacie Ministerstwa Spraw Wewnętrznych.

## Formowanie i zmiany organizacyjne
Na podstawie rozkazu szefa Sztabu Generalnego L. dz. 12044/O.de B./24 z 27 września 1924, w pierwszym etapie organizacji Korpusu Ochrony Pogranicza sformowano 1 batalion graniczny , a w jego składzie 6 kompanię graniczną KOP. W listopadzie 1936 kompania liczyła 2 oficerów, 9 podoficerów, 5 nadterminowych i 99 żołnierzy służby zasadniczej.
W 1939 4 kompania graniczna KOP „Dokszyce” podlegała dowódcy batalionu KOP „Budsław”.

## Służba graniczna
Podstawową jednostką taktyczną Korpusu Ochrony Pogranicza przeznaczoną do pełnienia służby ochronnej był batalion graniczny. Odcinek batalionu dzielił się na pododcinki kompanii, a te z kolei na pododcinki strażnic, które były „zasadniczymi jednostkami pełniącymi służbę ochronną”, w sile półplutonu. Służba ochronna pełniona była systemem zmiennym, polegającym na stałym patrolowaniu strefy nadgranicznej i tyłowej, wystawianiu posterunków alarmowych, obserwacyjnych i kontrolnych stałych, patrolowaniu i organizowaniu zasadzek w miejscach rozpoznanych jako niebezpieczne, kontrolowaniu dokumentów i zatrzymywaniu osób podejrzanych, a także utrzymywaniu ścisłej łączności między oddziałami i władzami administracyjnymi. Miejscowość, w którym stacjonowała kompania graniczna, posiadała status garnizonu Korpusu Ochrony Pogranicza.
4 kompania graniczna „Dokszyce” w 1934 ochraniała odcinek granicy państwowej szerokości 26 kilometrów 70 metrów. Po stronie sowieckiej granicę ochraniały zastawy „Turowszczyzna” i „Wolberowicze” z komendantury „Wolberowicze” .
Sąsiednie kompanie graniczne:
- 1 kompania graniczna KOP „Krzyżówka” ⇔ 2 kompania graniczna KOP „Hnieździłów” – 1928[16], 1929[17], 1931[15] , 1932[18], 1934[19], 1938[20]

## Walki kompanii w 1939
Strażnice 4 kompanii „Dokszyce” w zasadzie nie zdołały podjąć walki. Wyjątek stanowiła strażnica „Porzecze”. W trakcie walki o strażnicę zginęło dwóch żołnierzy z 13 Oddziału Wojsk Pogranicznych, a 1 żołnierz 2 DS został ranny. Strażnica została zdobyta o 6:10. Załoga strażnicy wycofała się. Strażnica „Komajsk” została zaatakowana przez 157 pułku kawalerii i nie zdołała podjąć walki. Jak podają sowieckie źródła Polscy żołnierze tylko w bieliźnie, z karabinami ukryli się w lesie. Strat nie ma. Niewielka część baonu przeszła na Litwę i tam została internowana.

## Struktura organizacyjna
| Struktura organizacyjna kompanii granicznej KOP „Dokszyce” |                           |                           |
| Lata                                                       | 1928–1934                 | 1938–1939                 |
| Strażnice                                                  | strażnica KOP „Porzecze”  | strażnica KOP „Porzecze”  |
| Strażnice                                                  | strażnica KOP „Antonopol” | strażnica KOP „Antonopol” |
| Strażnice                                                  | strażnica KOP „Pohulanka” | strażnica KOP „Pohulanka” |
| Strażnice                                                  | strażnica KOP „Komajsk”   | strażnica KOP „Komajsk”   |
| Strażnice                                                  | strażnica KOP „Raszkówka” | —                         |
| Inne                                                       |                           | pluton odwodowy           |

## Dowódcy kompanii
- kpt. Jerzy Maciejowski (był w 1928 − 15 IV 1930) → przeniesiony do 75 pp [27]
- kpt. Stanisław Łodziński (31 III 1930 − 15 III 1931 → przeniesiony do dowództwa Brygady „Wilno”)[27]
- kpt. Romuald Tyczyński (9 III 1931 −)[27]
- kpt. Witold Weber (26 III 1934[27]  − )
- kpt. Zygmunt Waligórski[c] (- 1939)